# 波志江町
波志江町（はしえまち）は、群馬県伊勢崎市の地名。波志江町1丁目から3丁目まである。郵便番号は372-0001。2013年現在の面積は5.90km2

## 地理
伊勢崎市の三郷地区 に位置し、地区西部は前橋市に接している。東で五目牛町、鹿島町、西で前橋市飯土井町、新井町、二之宮町、南で安堀町、太田町、乾町、華蔵寺町、北で下触(しもふれい)町、前橋市東大室町と隣接する。市内の町丁・大字では最大の面積を有し、人口・世帯数も連取(つなとり)町に次ぎ市内第二位である。

### 河川
- 粕川
- 神沢川
- 赤坂川
- 八坂用水

### 湖沼

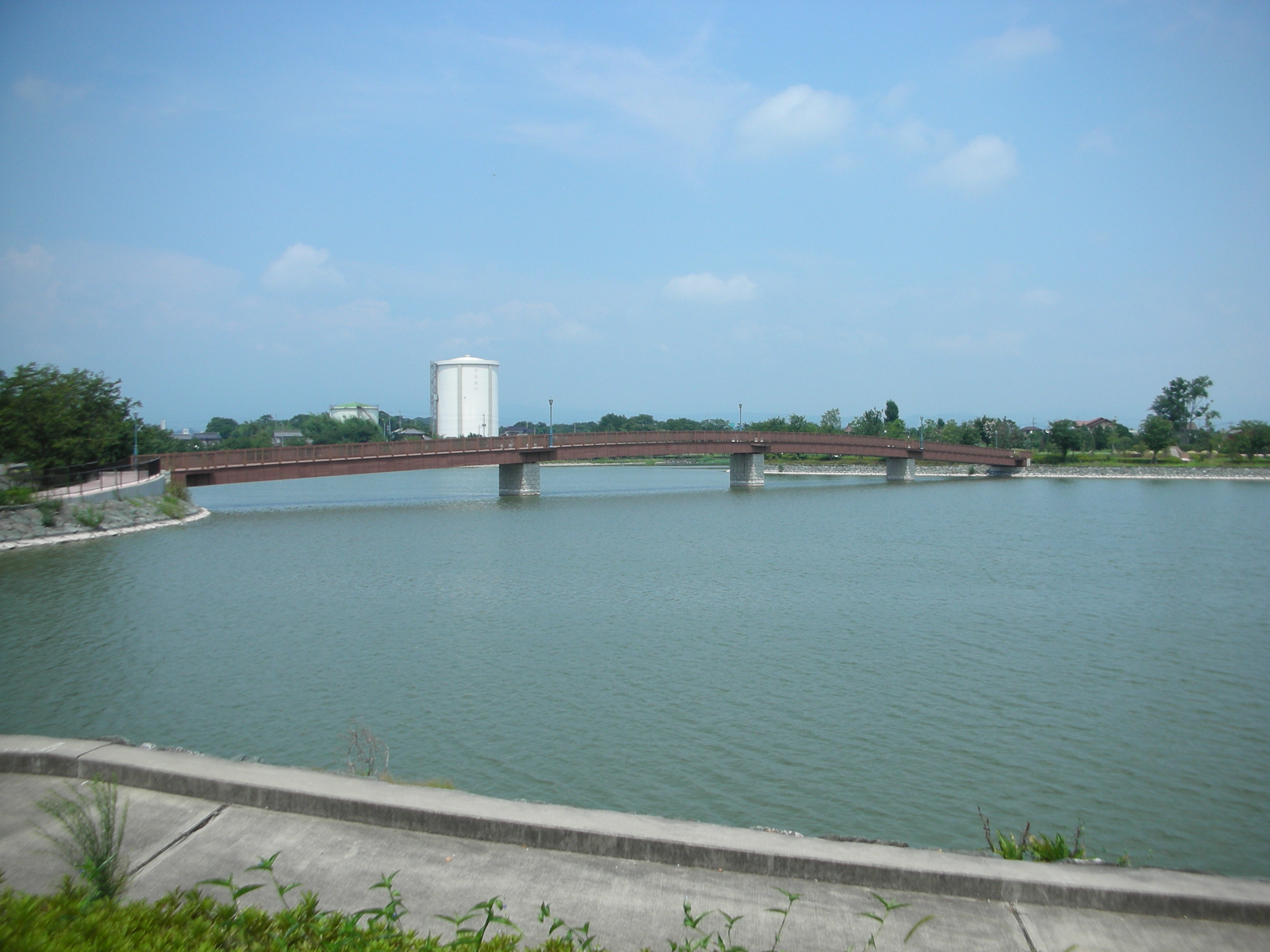
波志江下沼

- 波志江沼
- 蟹沼

## 歴史
本地区は1889年以前に存在した波志江村の区域に該当する。

### 沿革
- 1889年（明治22年）4月1日 - 町村制施行により安堀村、太田村と合併、佐位郡三郷村波志江となる。
- 1896年（明治29年）4月1日 - 佐位郡と那波郡が合併、佐波郡三郷村波志江となる。
- 1955年（昭和30年）1月10日 - 佐波郡三郷村が伊勢崎市に編入合併、伊勢崎市波志江町となる。

## 世帯数と人口
2017年（平成29年）9月1日現在の世帯数と人口は以下の通りである。
| 町丁     | 世帯数    | 人口    |
| -------- | --------- | ------- |
| 波志江町 | 2,937世帯 | 7,452人 |

## 小・中学校の学区
市立小・中学校に通う場合、学区は以下の通りとなる。
| 番地 | 小学校               | 中学校               |
| ---- | -------------------- | -------------------- |
| 全域 | 伊勢崎市立三郷小学校 | 伊勢崎市立第三中学校 |

## 交通

### 鉄道
- 地区内を鉄道は通っていない。（最寄駅はJR両毛線伊勢崎駅、駒形駅）

### バス
- 伊勢崎市コミュニティバス（あおぞら）
  - 波志江・赤堀連絡バス【石井病院・三郷公民館北・波志江駐在所・岡屋敷会館・かじはら・しゅくはしえ・県立リハビリセンター】

### 道路

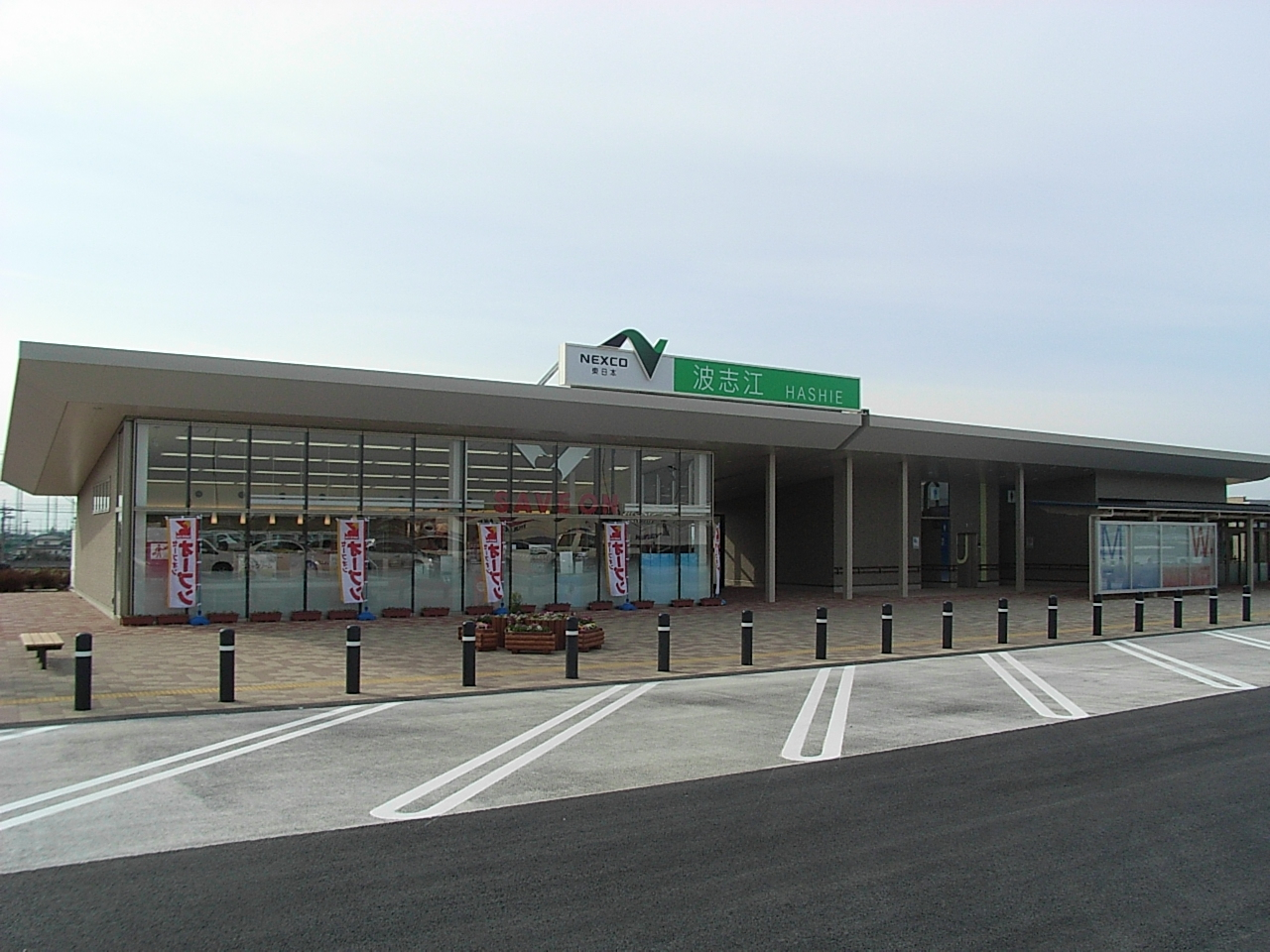
波志江PA 上り

- 北関東自動車道波志江PA（スマートIC）
- 国道17号（上武道路）
- 群馬県道74号伊勢崎大胡線
- 群馬県道103号深津伊勢崎線
- 伊勢崎市道北部環状線

## 施設

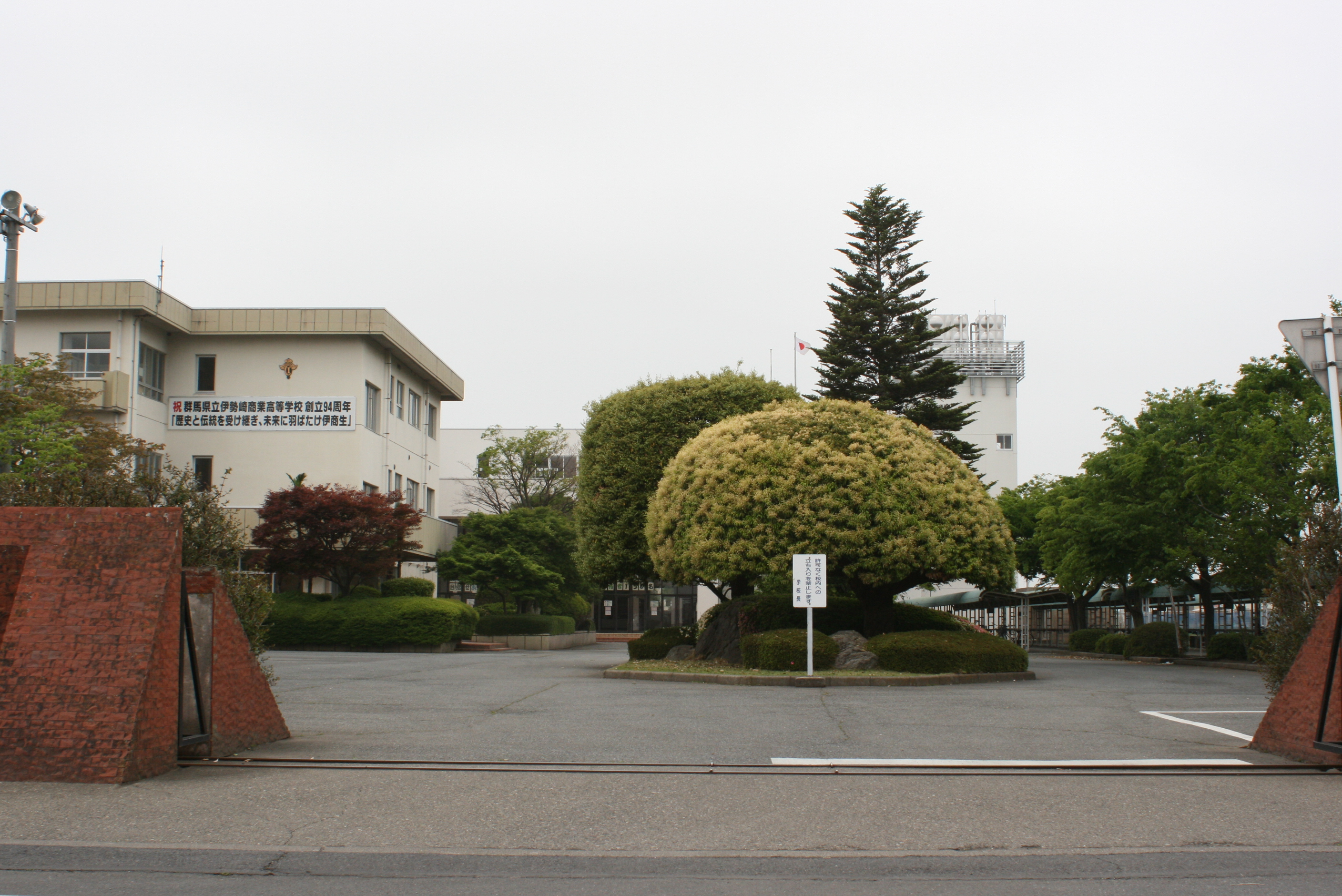
群馬県立伊勢崎商業高等学校

教育
- 群馬県立伊勢崎商業高等学校
- 伊勢崎市立第三中学校
- 伊勢崎市立三郷小学校
- 三郷幼稚園
- 慈教幼稚園
- 三郷保育園

医療
- 石井病院
- ほそい医院

商業施設
- ローソン
  - 波志江店
  - 波志江パーキングエリア店
  - 伊勢崎波志江北店

- セブンイレブン
  - 伊勢崎波志江町店
  - 波志江東店

- ファミリーマート
  - 伊勢崎波志江町店

- ミニストップ
  - 波志江PA下り店

その他施設
- 伊勢崎市三郷公民館
- いせさき聖苑
- 伊勢崎市青少年育成センター
- 身障者リハビリセンター
- 佐波伊勢崎農業協同組合いせさき北部資材館

## 観光

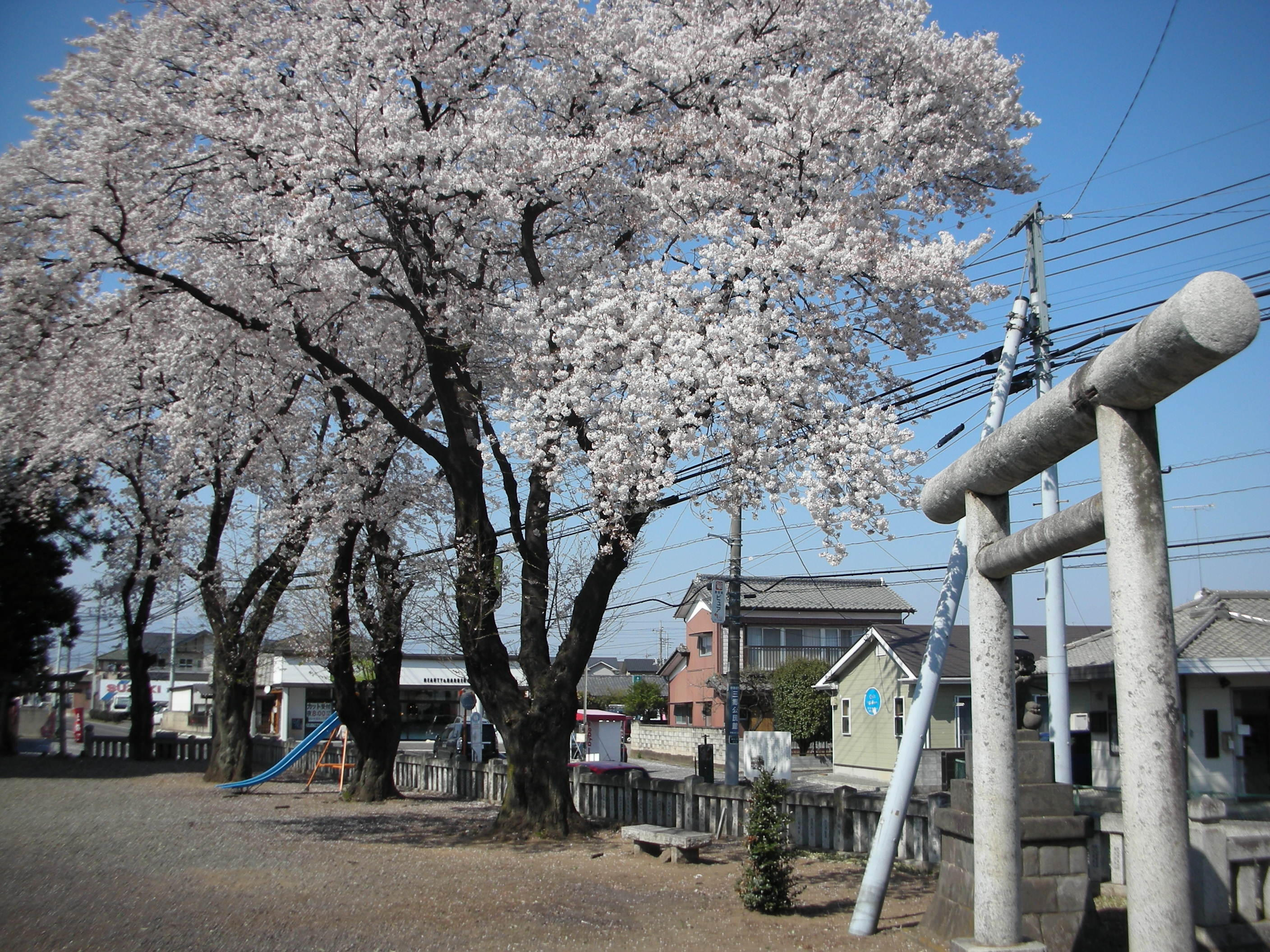
愛宕神社の桜

- 波志江沼
- 波志江沼環境ふれあい公園
- 愛宕神社
- 赤城見台公園
- グリーンパーク